# Edward FitzGerald (revolutionär)
Lord Edward Fitzgerald, född 15 oktober 1763, död 4 juni 1798, var en ledargestalt för den irländska frihetskampen i slutet av 1700-talet som kulminerade i Irländska upproret 1798. 
Han var en yngre son till James FitzGerald, 1:e hertig av Leinster och Emilia Mary Lennox.